# Bruneau Shoshoni
Bruneau Shoshoni, jedna od skupina Sjevernih Šošona (Wihinasht) naseljena južno od Snake Rivera u jugozapadnom Idahu; poglavito na Bruneau Creeku po čemu su dobili ime. Bruneau Šošoni su srodni s Boise Šošonima s kojima pripadaju Zapadnim skupinama Sjevernih Šošona. Nakon utemeljenja rezervata Fort Hall blizu Pocatella 1867. smješteni su na njega zajedno s Boise Šošonima, a na njihovom plemenskom području 1877. na granici Idaha i Nevade nastao je rezervat Duck Valley. 
Populacija im je 1868. iznosila oko 300.